# Осипова, Агафья Алексеевна
Агафья Алексеевна Осипова (1907, деревня Большой Брод, Санкт-Петербургская губерния — ?) — колхозница, Герой Социалистического Труда (1949).

## Биография
Родилась в крестьянской семье. В начале 1930-х гг. вступила в колхоз «Искра», работала дояркой.
В период Великой Отечественной войны находилась на оккупированной территории, помогала партизанам: доставляла продукты питания, одежду.
В июне 1944 г., после освобождения Лужского района, в целях восстановления поголовья скота перегоняла с другими членами сельхозартели стада коров из Вологодской области и из Прибалтики. Затем перешла работать на свиноферму. Добилась рекордных результатов в свиноводстве: в первый год получила по 18 поросят от каждой свиноматки, с 1947 г. каждая свиноматка приносила по 25 поросят. Работала свинаркой до 1960 г.

## Награды
- медаль «Серп и Молот» Героя Социалистического Труда (1949)
- орден Ленина (1949)